# Roots to Branches
Albums de Jethro Tull
Nightcap
(1993) In Concert
(1995)
Roots to Branches est le dix-neuvième album studio de Jethro Tull sorti en 1995. Il porte les caractéristiques du rock progressif et du folk rock classique des années 1970 de Tull aux côtés du jazz et des influences arabes et indiennes. Toutes les chansons sont écrites par Ian Anderson et enregistrées dans son studio personnel. Il s'agit du dernier album de Tull à présenter Dave Pegg à la basse et le premier à présenter le claviériste Andrew Giddings en tant que membre officiel du groupe, bien qu'il ait contribué à Catfish Rising (1991) de façon occasionnelle. C'est également le dernier album du groupe à sortir sous le label de longue date Chrysalis Records. Dave Pegg ne joue toutefois que sur trois pièces, les autres sont jouées par Steve Bailey. 
Une édition remasterisée de l'album est sortie en janvier 2007.

## Titres
Toutes les chansons sont de Ian Anderson.
1. Roots to Branches – 5:11
2. Rare And Precious Chain – 3:35
3. Out of the Noise – 3:25
4. This Free Will – 4:05
5. Valley – 6:07
6. Dangerous Veils – 5:35
7. Beside Myself – 5:50
8. Wounded, Old and Treacherous – 7:50
9. At Last, Forever – 7:55
10. Stuck in the August Rain – 4:06
11. Another Harry's Bar – 6:21

## Musiciens
- Ian Anderson : chant, flûte, guitare acoustique
- Martin Barre : guitare électrique
- Dave Pegg : basse (3, 5, 11)
- Andrew Giddings : claviers
- Doane Perry : batterie, percussions

### Musicien additionnel
- Steve Bailey : basse (1, 6-10)